# Dreamhouse
Dreamhouse, var et dansk erhvervshus, for mindre virksomheder og iværksættere. Huset var beliggende i Aalborg i Nordkraft.
Dreamhouses formål var overordnet at styrke selvstændighedskulturen i Nordjylland, samt at styrke nyetableringen af videnvirksomheder i området og henvendte sig primært til mennesker og virksomheder inden for områderne arkitektur, design, kunst, kultur og erhverv, IT og multimedie, kommunikation, indholdsindustri samt serviceerhverv. 

## Ekstern henvisning
- Dreamhouses hjemmeside Arkiveret 9. oktober 2007 hos  Wayback Machine